# Каннский кинофестиваль 2010
63-й Каннский фестиваль прошёл с 12 по 23 мая 2010 года.
В январе 2010 года было объявлено имя председателя жюри основного конкурса — им стал американский режиссёр Тим Бёртон. Фильмом открытия фестиваля, как было объявлено в марте, стал «Робин Гуд» Ридли Скотта; он был показан вне конкурса. Также в марте был представлен официальный постер фестиваля, сделанный фотографом Брижит Лякомб и дизайнером Анник Дюрбан (модель — Жюльет Бинош).

## Жюри

### Основной конкурс
- Тим Бёртон, режиссёр ( США) — председатель

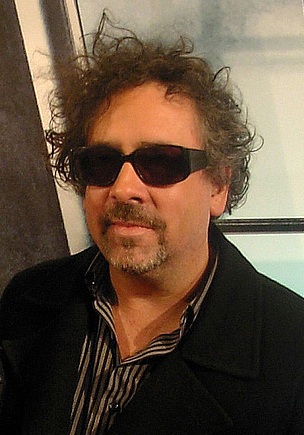
Тим Бёртон, председатель жюри основного конкурса

- Кейт Бекинсейл, актриса ( Великобритания)
- Александр Деспла, композитор ( Франция)
- Джованна Меццоджорно, актриса ( Италия)
- Альберто Барбера, директор Национального музея кино ( Италия)
- Эмманюэль Каррер, писатель, сценарист, режиссёр ( Франция)
- Бенисио Дель Торо, актёр ( Пуэрто-Рико)
- Виктор Эрисе, режиссёр ( Испания)
- Шекхар Капур, режиссёр, актёр, продюсер ( Индия)

### Особый взгляд
- Клер Дени, режиссёр ( Франция) — председатель
- Патрик Ферла, журналист, Швейцарское радио и телевидение ( Швейцария)
- Ким Донхо, директор Пусанского кинофестиваля ( Республика Корея)
- Хелена Линдблад, кинокритик, газета «Дагенс Нюхетер» ( Швеция)
- Серж Тубиана, генеральный директор Французской синематеки ( Франция)

### Золотая камера
- Гаэль Гарсиа Берналь, актёр ( Мексика) — председатель

### Синефондасьон и конкурс короткометражных фильмов
- Атом Эгоян, режиссёр ( Канада) — председатель
- Эмманюэль Дево, актриса ( Франция)
- Динара Друкарова, актриса ( Россия)
- Карлус Диегис, режиссёр ( Бразилия)
- Марк Реча, режиссёр ( Испания)

## Фильмы-участники фестиваля

### Конкурсная программа
- «Беспредел», реж. Такэси Китано ( Япония)
- «Бьютифул» (sic!), реж. Алехандро Гонсалес Иньярриту ( Мексика)
- «Вне закона», реж. Рашид Бушареб ( Франция)
- «Служанка[англ.]», реж. Им Санг-су ( Республика Корея)
- «Дядюшка Бунми, который помнит свои прошлые жизни», реж. Апичатпонг Верасетакул ( Таиланд)
- «Ещё один год», реж. Майк Ли ( Великобритания)
- «Ирландский маршрут», реж. Кен Лоуч ( Великобритания)
- «Копия верна», реж. Аббас Киаростами ( Франция/ Иран)
- «Человек, который кричит», реж. Махамат-Салех Харун ( Чад)
- «Любящий сын — Проект Франкенштейна», реж. Корнель Мундруцо ( Венгрия)
- «Наша жизнь[англ.]», реж. Даниэле Лукетти ( Италия)
- «Поэзия», реж. Ли Чхан Дон ( Республика Корея)
- «Принцесса де Монпансье», реж. Бертран Тавернье ( Франция)
- «Люди и боги», реж. Ксавье Бовуа ( Франция)
- «Счастье моё», реж. Сергей Лозница ( Украина)
- «Турне», реж. Матьё Амальрик ( Франция)
- «Утомлённые солнцем 2», реж. Никита Михалков ( Россия)
- «Игра без правил», реж. Даг Лайман ( США)
- «Чунцинский блюз», реж. Ван Сяошуай ( Китай)

### «Особый взгляд»
- «Адриен Пал», реж. Аньес Косис ( Венгрия)
- «Аврора», реж. Кристи Пую ( Румыния)
- «Во вторник, после рождества», реж. Раду Мунтян ( Румыния)
- «Воображаемая любовь», реж. Ксавье Долан ( Канада)
- «Валентика», реж. Дерек Сиянфранс ( США)
- «Губы», реж. Иван Фунд и Сантьяго Лоза ( Аргентина)
- «Если бы я знал», реж. Цзя Чжанкэ ( Китай)
- «Жизнь превыше всего», реж. Оливер Шмитц ( ЮАР)
- «Каранчо», реж. Пабло Траперо ( Аргентина)
- «Октябрь», реж. Даниэль Вега ( Перу)
- «Под городом», реж. Кристоф Хоххойслер ( Германия)
- «Ребекка Х.», реж. Лодж Керриган ( Франция)
- «Социализм», реж. Жан-Люк Годар ( Франция)
- «Странная история Анхелики», реж. Мануэл де Оливейра ( Португалия)
- «Ты там?», реж. Дэвид Вербеек ( Нидерланды)
- «Удаан», реж. Викрамадитья Мотван ( Индия)
- «Ха-ха-ха», реж. Хон Сансу ( Республика Корея)
- «Чат», реж. Хидэо Наката ( Япония/ США)
- «Что случилось с Симоном Вернером?», реж. Фабрис Гобер ( Франция)

### Внеконкурсная программа
- «Робин Гуд», реж. Ридли Скотт ( США) — фильм открытия
- «Дерево», реж. Жюли Бертуччелли ( Франция) — фильм закрытия

#### Большой театр Люмьеров
- «Карлос», реж. Оливье Ассаяс ( Франция)
- «Неотразимая Тамара», реж. Стивен Фрирз ( Великобритания)
- «Свора», реж. Франк Ричард ( Франция/ Бельгия)
- «Ты встретишь таинственного незнакомца», реж. Вуди Аллен ( США/ Испания)
- «Уолл-стрит: Деньги не спят», реж. Оливер Стоун ( США)

#### Зал 60-летия
- «Автобиография Николая Чаушеску», реж. Андрей Ужица ( Румыния)

#### Полуночные сеансы
- «Ба-бах», реж. Грегг Араки ( США)
- «Черные небеса», реж. Жиль Маршан ( Франция)

#### Специальные показы
- «5 X Favela por nos mesmos», реж. Манаира Карнейро, Вагнер Новаиш, Родриго Фелья, Какау Амараль, Лусиано Видигаль, Каду Барселуш, Лусиана Безерра ( Бразилия)
- «Абель», реж. Диего Луна ( Мексика)
- «Ваши города порастут травой», реж. Софи Файнс ( Великобритания)
- «Внутренняя работа», реж. Чарльз Фергусон ( США)
- «Дракила — италия дрожит», реж. Сабина Гудзанти ( Италия)
- «Ностальгия по свету», реж. Патрисио Гусман ( Чили)
- «Обратный отсчёт», реж. Люси Уокер ( США)
- «Шантрапа», реж. Отар Иоселиани ( Грузия)

#### Cinéma de la Plage
- «Отсюда и в вечность» (1953), реж. Фред Циннеман ( США)
- «The 2 escobars» (2010), реж. Джефф Цимбалист и Майкл Цимбалист ( США)
- «Ночь Варенны» (1982), реж. Этторе Скола ( Италия/ Франция)
- «В Голливуде серф не любят» (2010), реж. Грег Макгилливрей и Сэм Джордж ( США)
- «La Meute» (2010), реж. Франк Ришар ( Бельгия/ Франция)
- «Женщины и герои» (2010), ( Франция)
- «The Girl Hunters» (1963), реж. Рой Роулэнд ( США)
- «Rock'n'roll... Of Corse!» (2010), реж. Лионель Гедж и Стефан Бебер ( Франция)
- «В мире безмолвия» (1956), реж. Жак-Ив Кусто и Луи Маль ( Франция)

#### Каннская классика
- «Битва на рельсах» (1946), реж. Рене Клеман ( Франция)
- «Будю, спасённый из воды» (1932), реж. Жан Ренуар ( Франция)
- «Тристана» (1970), реж. Луис Бунюэль ( Испания/ Франция/ Италия)
- «Леопард» (1963), реж. Лукино Висконти ( Италия)
- «Жестяной барабан» (1979), реж. Фолькер Шлёндорф ( Германия)
- «Руины» (1983), реж. Мринал Сен ( Индия)
- «Кампания Цицерона» (1989), реж. Жак Давила ( Франция)
- «317-й взвод» (1965), реж. Пьер Шёндёрффер ( Франция)
- «Большая любовь» (1969), реж. Пьер Этэ ( Франция)
- «Африканская королева» (1951), реж. Джон Хьюстон ( США/ Великобритания)
- «Маленькие радости» (1946), реж. Марсель Л’Эрбье ( Франция)
- «Психо» (1960), реж. Альфред Хичкок ( США)
- «Поцелуй женщины-паука» (1985), реж. Эктор Бабенко ( США/ Бразилия)
- «Месть» (1989), реж. Эрмек Шинарбаев ( Казахстан)
- «Две девушки» (1939), реж. Андре де Тота ( Венгрия)
- «Река по имени Титаш» (1973), реж. Ритвик Гхатак ( Индия)
- «Ручей Рипасоттиле» (1941), реж. Роберто Росселлини ( Италия)
- «Красноречивый крестьянин» (1970), реж. Шади Абдель Салам ( Египет)

#### Документальные фильмы
- «В Голливуде серф не любят» (2010), реж. Грег Макгилливрей и Сэм Джордж ( США)
- «Оператор: жизнь и работа Джека Кардиффа» (2010), реж. Крег МакКол ( Великобритания)
- «Моей любовью остаётся кино» (2010), реж. Стиг Бьоркман ( Швеция)
- «Тоскан» (2010), реж. Изабель Партио-Пьери ( Франция)

## Победители
- Золотая пальмовая ветвь
  - «Дядюшка Бунми, который помнит свои прошлые жизни», реж. Апичатпонг Верасетакул ( Таиланд)
- Гран-при
  - «Люди и боги», реж. Ксавье Бовуа ( Франция)
- Лучшая актриса
  - Жюльет Бинош ( Франция) за фильм «Копия верна»
- Лучший актёр
  - Хавьер Бардем ( Испания) за фильм «Бьютифул»
  - Элио Джермано ( Италия) за фильм «Наша жизнь[англ.]»
- Лучший режиссёр
  - Матьё Амальрик ( Франция) за фильм «Турне»
- Лучший сценарий
  - Ли Чхан Дон ( Республика Корея) за фильм «Поэзия»
- Приз жюри
  - «Человек, который кричит», реж. Махамат-Салех Харун ( Чад)
- Золотая пальмовая ветвь за короткометражный фильм
  - «Собачьи истории», реж. Серж Аведикян ( Франция)
- Приз жюри за короткометражный фильм
  - «Микки Бэйдер», реж. Фрида Кемпф
- Золотая камера
  - «Високосный год», реж. Микаэль Ровэ ( Мексика)
- Особый взгляд
  - «Ха-ха-ха», реж. Хон Сансу ( Республика Корея)
- Приз Semaine de la critique[3]
  - «Би, не бойся!», реж. Фан Данг Зи ( Вьетнам/ Франция/ Германия)
- Приз ФИПРЕССИ
  - «Турне», реж. Матьё Амальрик ( Франция)
- Квир-пальма
  - «Ба-бах», реж. Грегг Араки ( США)